# Joseph van Muylders
Joseph Van Muylders (23. svibnja 1923.) je bivši belgijski hokejaš na travi. 
Na hokejaškom turniru na Olimpijskim igrama 1948. u Londonu je igrao za Belgiju. Belgija je ispala u 1. krugu. Osvojila je 3. mjesto u skupini "C", s dvije pobjede i dva poraza, pri čemu valja spomenuti da je tijesno izgubila od pobjednika skupine, Pakistana, s 2:1. Belgija je dijelila 5. do 13. mjesto u završnom poredku. Odigrao je jedan susret za Belgiju. 

## Vanjske poveznice
- Profil na Sports Reference.com  Arhivirana inačica izvorne stranice od 31. siječnja 2012. (Wayback Machine)